# Afriberina haroldi
Afriberina haroldi är en fjärilsart som beskrevs av Charles Oberthür 1913. Afriberina haroldi ingår i släktet Afriberina och familjen mätare. Inga underarter finns listade i Catalogue of Life.